# 週刊タイ経済
「週刊タイ経済」（しゅうかんたいけいざい）は、タイのバンコクで発行されている日本語の週刊経済新聞。

## 概要
週刊タイ経済 は、バンコク バンナー区にあるタイ経済パブリッシング株式会社（Thai Keizai Publishing Co.,Ltd)が発行している週刊経済紙。タイの政治・経済動向、在タイ日系企業の情報を掲載。経済関連法令などについての情報も載っている。バンコク中心部、サムットプラーカーン県の一部には配達員により発行日に配達。それ以外の地域には、発行日の朝にEMSで発送される。タイ国外への配送も行っている。